# Jean-Robert Bellande
Jean-Robert Bellande (Long Island, 17 settembre 1970) è un imprenditore, giocatore di poker e personaggio televisivo statunitense.

## Poker
Nel marzo 2005 si classifica in terza posizione, dopo Doug Lee e Jennifer Harman, in un torneo del circuito delle WSOP, vincendo $210,900. La settimana successiva batte John Phan e vince il torneo Winnin' o' the Green guadagnando $148,000.
Nel 2008 sfiora il braccialetto, arrivando secondo a Matt Graham nel torneo $1,500 Limit Hold'em - Shootout, guadagnando $173,564.
Al 2015 le sue vincite nei tornei live superano i $2,163,138, di cui $1,286,536 grazie ai piazzamenti a premio alle WSOP.
Alle WSOP 2018 vince il suo primo braccialetto nell'evento "$5.000 No-Limit Hold'em 6-Handed".